# Лінд (Вісконсин)
Лінд (англ. Lind) — місто (англ. town) в США, в окрузі Вопака штату Вісконсин. Населення — 1571 особа (2020).

## Демографія
Згідно з переписом 2010 року, у місті мешкало 1579 осіб у 619 домогосподарствах у складі 454 родин. Було 792 помешкання
Расовий склад населення:
| - 97,3 % — білих - 0,7 % — корінних американців - 0,3 % — азіатів - 0,2 % — чорних або афроамериканців |

До двох чи більше рас належало 0,7 %. Частка іспаномовних становила 1,8 % від усіх жителів.
За віковим діапазоном населення розподілялося таким чином: 25,2 % — особи молодші 18 років, 59,3 % — особи у віці 18—64 років, 15,5 % — особи у віці 65 років та старші. Медіана віку мешканця становила 42,2 року. На 100 осіб жіночої статі у місті припадало 102,4 чоловіків;  на 100 жінок у віці від 18 років та старших — 107,6 чоловіків також старших 18 років.
Середній дохід на одне домашнє господарство  становив 65 030 доларів США (медіана — 57 500), а середній дохід на одну сім'ю — 74 863 долари (медіана — 64 219). Медіана доходів становила 41 250 доларів для чоловіків та 32 188 доларів для жінок. За межею бідності перебувало 9,3 % осіб, у тому числі 15,6 % дітей у віці до 18 років та 5,7 % осіб у віці 65 років та старших.
Цивільне працевлаштоване населення становило 774 особи. Основні галузі зайнятості: виробництво — 25,5 %, освіта, охорона здоров'я та соціальна допомога — 19,1 %, роздрібна торгівля — 12,3 %, будівництво — 9,6 %.